# Ramón de Campoamor y Campoosorio

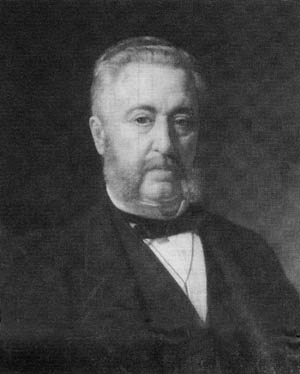
Ramón de Campoamor y Campoosorio

Ramón de Campoamor y Campoosorio (* 24. September 1817 in Navia (Asturien); † 11. Februar 1901 in Madrid) war ein spanischer Politiker und Dichter des Realismus.

## Leben
Ramón de Campoamor wurde in Asturien als Sohn von Miguel Pérez Campoamor, einem reichen Bauern, geboren; seine Mutter stammte aus dem noblen Geschlecht der Campo Osorio. Im Alter von 15 Jahren ging er nach Santiago de Compostela, um Philosophie, Logik und Mathematik zu studieren. Ein in Madrid begonnenes Medizinstudium brach er bald ab. Er begann Komödien und Gedichte zu schreiben und widmete sich der Philosophie des Positivismus. Ende der 1840er Jahre startete er seine Karriere als Politiker im Partido Moderado. 1847 wurde er Zivilgouverneur der Provinz Castellón und wenig später von Alicante. 1850 nahm er einen Platz als Abgeordneter im Congreso de los Diputados ein. Von 1851 bis 1854 war er Zivilgouverneur der Provinz Valencia, später Staatsrat unter Alfons XII. und Mitglied der Real Academia Española. Er starb in Madrid im Alter von 83 Jahren.

## Werk
Ramón de Campoamor gehörte bis ins 20. Jahrhundert zum spanischen Bildungskanon eines konservativen Bürgertums. Er schrieb vor allem Gedichte in der Art von Aphorismen, aber auch Komödien und (populär)philosophische Werke.
Gesammelte Werke
- Obras completas (Madrid 1901–1903, 8 Bde.)
- Obras poéticas completas, 1949, 1951, 1972.

Theater
- Una mujer generosa (1838)
- El castillo de Santa María (1838)
- La fineza del querer
- El hijo de todos
- Guerra a la guerra (1870)
- El hombre Dios (1871)
- Jorge el guerrillero, Zarzuela, zusammen mit Navarro
- Moneda falsa
- Cuerdos y locos (1887)
- Dies irae (1873)
- Las penas del purgatorio (1878), zusammen mit Fuentes.
- Cómo rezan las solteras
- El amor o la muerte
- El confesor confesado.

Gedichte
- Ternezas y flores (1838)
- Ayes del alma (1842)
- Fábulas originales, (1842)
- Doloras (1846)
- Poesías y fábulas (1874)
- El drama universal (1853). Moderne Ausgabe von 2008.
- Colón (1853)
- El licenciado Torralba, poema en ocho cantos
- Pequeños poemas (1872–1874)
- Los buenos y los sabios: poema en cinco cantos (1881).
- Humoradas (1886–1888)
- Don Juan: pequeño poema (1886)
- Los amores de una santa: poema en cartas (1886)
- Fábulas completas (1941)

Philosophie
- Filosofía de las leyes (1846)
- El personalismo, apuntes para una filosofía (1855)
- La metafísica limpia, fija y da esplendor al lenguaje (1862)
- Lo absoluto (1865)
- Poética (1883)
- El ideísmo (1883)
- La originalidad y el plagio
- Sócrates
- La Metafísica y la poesía ante la ciencia moderna
- Sobre el panenteísmo.